# Séminaire Saint-François
Pour les articles homonymes, voir SSF.
 (septembre 2023).
Si vous disposez d'ouvrages ou d'articles de référence ou si vous connaissez des sites web de qualité traitant du thème abordé ici, merci de compléter l'article en donnant les références utiles à sa vérifiabilité et en les liant à la section « Notes et références ».
Le Séminaire Saint-François (SSF) est une école secondaire privée mixte située à Saint-Augustin-de-Desmaures en banlieue ouest de Québec. Il appartient à une corporation privée, et appartenait autrefois aux pères Capucins. Sa devise est Un esprit sain dans un corps sain. Son directeur général fut le père Jean-Marc Boulé de 1972 à 2013.  
Le Séminaire Saint-François offre les cinq années de l'enseignement secondaire. Son corps professoral est composé de 52 enseignants. Son effectif pour l'année 2023 est de 1300 élèves.

## Histoire
Des pères Capucins fuyant la France en 1908 à la suite de la loi de séparation des Églises et de l'État de 1905 trouvèrent refuge à Ottawa et y fondèrent le Collège séraphique dans le but de favoriser le recrutement de leur communauté. En 1952, le collège déménagea à Saint-Augustin-de-Desmaures et prit son nom actuel. En 1972, les Capucins en cédèrent la propriété à une corporation privée tout en continuant à y œuvrer. En 1979, les filles y furent admises. Il y eut un pensionnat jusqu'en 2004. En 2008, seuls deux religieux Capucins œuvrent encore au SSF, soit le père Boulé et le frère Michel Casabond. En 2023, seul le frère Casabond est toujours actif au Séminaire.

## Directeurs

### Jean-Marc Boulé (1972-2013)
Le père Jean-Marc Boulé, nommé à la tête du SSF en 1972, s'est distingué en étant nommé à l'Académie des grands Québécois en janvier 2007, en reconnaissance de son travail auprès des jeunes. Cette distinction est remise depuis 1989 par la Chambre de commerce de Québec à des personnes « qui se sont brillamment illustrés(es) dans les domaines culturel, social, économique et de la santé ». Le père Boulé a également été fait Chevalier de l'Ordre national du Québec en juin 2007. Le 18 janvier 2013, lors d'un banquet célébrant le soixantième anniversaire de l'établissement, Sam Hamad, député de Louis-Hébert, a remis au Père Boulé la médaille de l'assemblée nationale, devant plus de 400 personnes. Boulé restera directeur jusqu'à sa mort le 15 juillet 2013. Il recevra un doctorat honoris causa (à titre posthume) de l'Université Laval en 2014.

## Vie pédagogique
Le Séminaire Saint-François offre à sa clientèle un programme pédagogique varié caractérisé par trois niveaux d’anglais, des groupes d’élèves performants, des programmes études et sports et plusieurs options dans tous les domaines d’apprentissage.

## Programme sportif

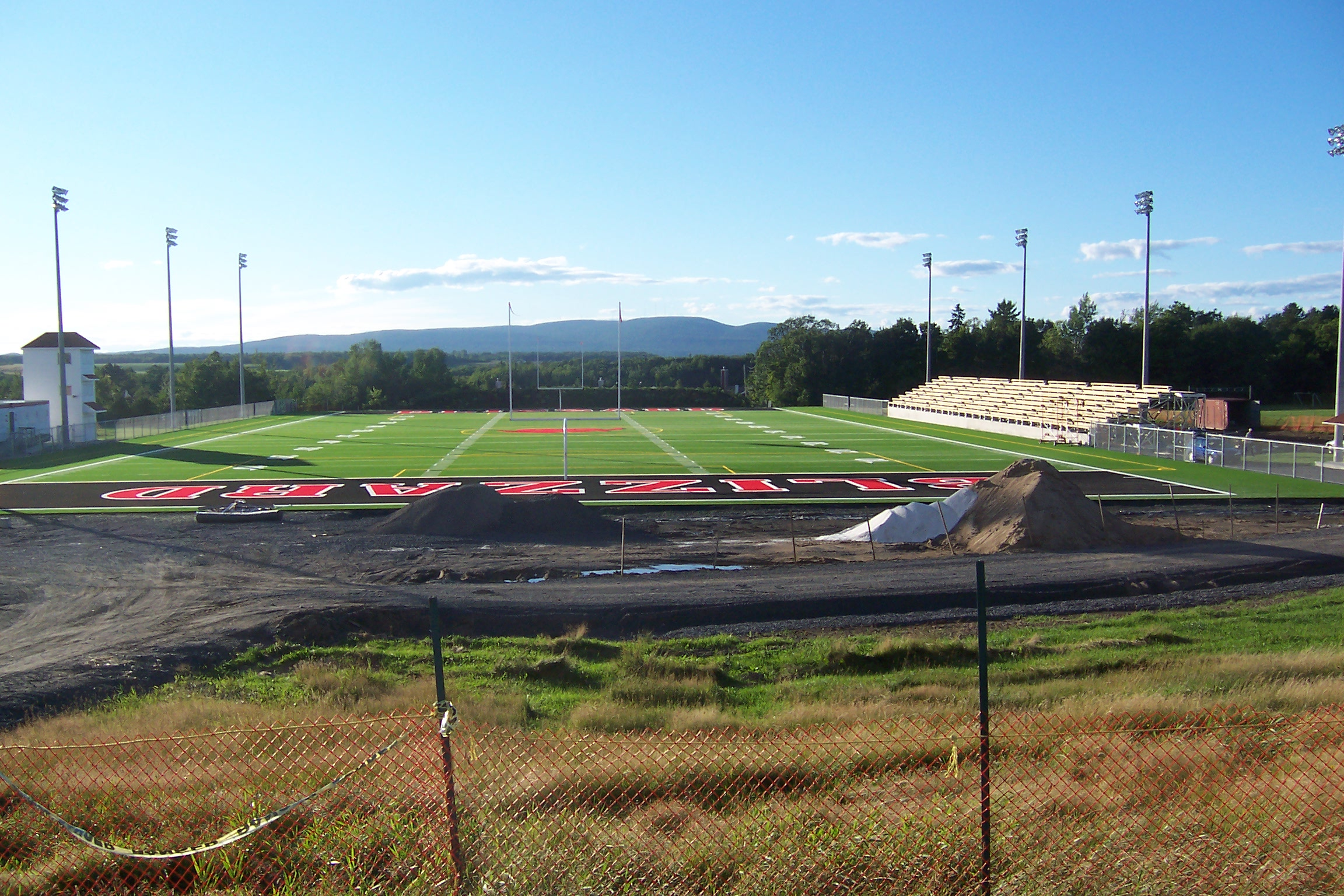
Nouveau terrain de sport avec surface artificielle en construction en août 2007

Le Séminaire Saint-François est réputé pour l’excellence de son programme sportif. La pratique du sport y est fortement encouragée et plusieurs équipements tels que gymnases et plateaux extérieurs sont disponibles. Les équipes de l'école, au nombre de 36, portent le nom du Blizzard et regroupent plus de 700 élèves des cinq niveaux du secondaire dans neuf disciplines sportives.
En particulier, l'équipe de hockey sur glace de l'école a remporté le championnat de la Ligue de hockey midget AAA du Québec au cours des saisons 2006-2007 et 2007-2008.
Le père Boulé croit fermement à la valeur du sport dans l'éducation. C'est pourquoi, dès 1981, une équipe de football est créée. Puis, en 1996, l'arrivée de Denis Lessard voit la création de plusieurs programmes «études et sport». En 2007-2008, le Séminaire Saint-François compte huit programmes de ce type, soit le football, le basket-ball, le cyclisme, le cheerleading, la natation, le golf, le karaté et le hockey. Pour les élèves qui pratiquent un autre sport très sérieusement (dix heures et plus par semaine), un programme d'étude et sport. Ce dernier leur permet d'aller faire leurs devoirs au lieu d'assister aux cours d'éducation physique. Ils pratiquent alors le sport de leur programme (plongeon, équitation, nage synchronisée, etc.) le soir dans l'établissement de leur choix. 
La création d'un nouveau terrain de football-soccer à surface synthétique à l'été 2007 permet d'offrir aux élèves un équipement de qualité. Il a été inauguré le 22 septembre 2007 en présence du ministre de l'Emploi et de la Solidarité sociale, Sam Hamad, du député de La Peltrie Éric Caire, du maire de Saint-Augustin-de-Desmaures, Marcel Corriveau ainsi que de l'ex-députée de La Peltrie, France Hamel. Le groupe Les Respectables, Jonathan Paichaud et Annie Carrier ont participé à la cérémonie. Plus de 2 500 personnes étaient présentes.
Au printemps 2009, à la suite de l'incendie du vestiaire de football du juvénile AAA, le Séminaire Saint-François annonce la construction d'une nouvelle annexe au centre sportif, qui comprendra deux étages, un pour le football et l'autre pour le basketball. On y retrouvera également une salle de projection et divers bureaux pour les entraîneurs. Cette bâtisse verra le jour à temps pour l'année scolaire 2009-2010.
En septembre 2023, le Séminaire se dote d'un complexe sportif au coût de 8,2M$ qui comprend un aréna, un terrain de football-soccer et plusieurs vestiaires ainsi que des estrades. La portion aréna servira plus tard à développer les joueurs de hockey du Séminaire ainsi que les athlètes de patinage artistique. Pour ce qui est du terrain synthétique, celui-ci est utilisé pour les joueurs de football, baseball, rugby, cheerleading et ultimate frisbee.

## Vie culturelle
La vie culturelle du Séminaire Saint-François est très développée. En plus de la pièce de théâtre de la troupe l'Esclaffe présentée chaque année et des multiples spectacles (danse, défilé de mode, Secondaire en spectacle, concerts des orchestres d'harmonies), on retrouve à chaque mois de mai l'incontournable Gala culturel présenté depuis une dizaine d'années dans la Salle St-François, antique chapelle construite il y a une cinquantaine d'années.
Au printemps 2008, on annonce la rénovation de la Salle St-François, la construction d'une annexe en arrière où l'on retrouvera des loges, le costumier, une salle de répétition et l'insonorisation de la bibliothèque. Les travaux ont été complétés à l'automne 2008.